# Mains Castle
Mains Castle (známý také jako Claverhouse Castle nebo Fintry Castle) je hrad ze 16. století v Dundee ve Skotsku. Hrad se skládá z několika budov obklopujících nádvoří, i když několik původních západních budov již neexistuje. V severních a východních budovách bydlela rodina, jižní prostory obývalo služebnictvo. Součástí hradu je také velký šestipatrový čtvercový věžový dům s opracovanými nárožními kameny, který je typický pro stavbu ze 16. století. Hrad je památkově chráněnou budovou v kategorii A.
Hrad se nachází v Dundee's Caird Park na severu města s výhledem na údolí Dichty a v sousedství malého potoka známého jako Gelly Burn. Na protější straně Burnu se nachází mauzoleum rodiny Grahamů a hřbitov Main's, na němž dříve stával kostel.
O hradu a jeho areálu napsal básník z Dundee William McGonagall báseň ve svém díle The Castle of Main.

## Historie
Předpokládá se, že hrad byl postaven v roce 1562 sirem Davidem Grahamem, synovcem kardinála Beatona. Svorník v západní bráně nese toto datum, stejně jako iniciály DG a DMO pro Davida Grahama a Dame Margaret Ogilvy. Vodorovný trám v jedněch z dveří na východním nádvoří nese datum 1582, což naznačuje možné datum dokončení. Hrad byl sídlem Grahamů z Fintry a zůstal jím až do 19. století, kdy Robert Graham z Fintry prodal pozemky Davidu Erskinovi s podmínkou, že si jeho rod může ponechat územní titul Graham z Fintry a že se panství vrátí ke staršímu názvu Lumlathen nebo Linlathen. Později Shipley Gordon Stuart Erskine prodal panství Jamesi Key Cairdovi, který v roce 1913 daroval hrad a jeho pozemky městské radě jako místo pro veřejný park, který později v roce 1923 otevřela Cairdova nevlastní sestra paní Marryatová. V osmdesátých letech 20. století byl hrad renovován v rámci vládního programu pro nezaměstnané, protože mnoho budov bylo bez střechy.
Dřívější hrad byl v držení hrabat Douglas z Angusu od 14. století až do roku 1530, kdy přešel na Grahamy.